# Campionati del mondo Ironman del 2007
L'edizione dei Campionati del Mondo di Ironman del 2007 si è tenuta a Kailua-Kona, Hawaii.
Tra gli uomini ha vinto l'australiano Chris McCormack, mentre tra le donne si è laureata campionessa del mondo "ironman" la britannica Chrissie Wellington.
Si è trattata della 31ª edizione dei campionati mondiali di ironman, che si tengono annualmente dal 1978 con una competizione addizionale che si è svolta nel 1982. I campionati sono organizzati dalla World Triathlon Corporation (WTC).

## Ironman Hawaii - Classifica

### Uomini
| Pos. | Tempo   | Nome                | Paese           | Ripartizione tempi | Ripartizione tempi | Ripartizione tempi | Ripartizione tempi | Ripartizione tempi |
| Pos. | Tempo   | Nome                | Paese           | Nuoto              | T1                 | Bici               | T2                 | Corsa              |
| ---- | ------- | ------------------- | --------------- | ------------------ | ------------------ | ------------------ | ------------------ | ------------------ |
|      | 8:15:34 | Chris McCormack     | Australia       | 51:48              | 2:23               | 4:37:32            | 1:52               | 2:42:02            |
|      | 8:19:04 | Craig Alexander     | Australia       | 51:40              | 1:58               | 4:38:11            | 2:04               | 2:45:13            |
|      | 8:21:30 | Torbjørn Sindballe  | Danimarca       | 53:25              | 1:50               | 4:25:26            | 3:26               | 2:57:25            |
| 4    | 8:22:33 | Timothy DeBoom      | Stati Uniti     | 51:39              | 1:53               | 4:38:20            | 2:15               | 2:48:29            |
| 5    | 8:23:31 | Marino Vanhoenacker | Belgio          | 53:21              | 1:59               | 4:33:06            | 2:08               | 2:53:00            |
| 6    | 8:25:49 | Chris Lieto         | Stati Uniti     | 51:37              | 2:11               | 4:28:18            | 3:29               | 3:00:16            |
| 7    | 8:26:00 | Eneko Llanos        | Spagna          | 51:47              | 2:01               | 4:38:12            | 2:18               | 2:51:43            |
| 8    | 8:30:01 | Luc Van Lierde      | Belgio          | 51:42              | 1:46               | 4:38:18            | 2:48               | 2:55:28            |
| 9    | 8:33:28 | Michael Lovato      | Stati Uniti     | 53:27              | 1:50               | 4:41:32            | 2:38               | 2:54:03            |
| 10   | 8:33:10 | Patrick Vernay      | Nuova Caledonia | 53:24              | 1:59               | 4:49:17            | 2:19               | 2:48:13            |

### Donne
| Pos. | Tempo   | Nome                | Paese         | Ripartizione tempi | Ripartizione tempi | Ripartizione tempi | Ripartizione tempi | Ripartizione tempi |
| Pos. | Tempo   | Nome                | Paese         | Nuoto              | T1                 | Bici               | T2                 | Corsa              |
| ---- | ------- | ------------------- | ------------- | ------------------ | ------------------ | ------------------ | ------------------ | ------------------ |
|      | 9:08:45 | Chrissie Wellington | Regno Unito   | 58:09              | 2:22               | 5:06:15            | 2:03               | 2:59:58            |
|      | 9:14:04 | Samantha McGlone    | Canada        | 58:07              | 2:15               | 5:10:31            | 2:20               | 3:00:52            |
|      | 9:19:13 | Kate Major          | Stati Uniti   | 58:08              | 2:22               | 5:10:16            | 1:54               | 3:06:35            |
| 4    | 9:26:47 | Joanna Lawn         | Nuova Zelanda | 58:15              | 2:09               | 5:10:18            | 2:22               | 3:13:45            |
| 5    | 9:26:55 | Rebecca Preston     | Australia     | 58:08              | 2:05               | 5:17:23            | 2:07               | 3:07:14            |
| 6    | 9:27:19 | Rebekah Keat        | Australia     | 58:13              | 2:06               | 5:16:03            | 2:43               | 3:08:17            |
| 7    | 9:33:34 | Dede Griesbauer     | Stati Uniti   | 53:27              | 2:10               | 5:13:06            | 2:51               | 3:22:03            |
| 8    | 9:36:10 | Leanda Cave         | Regno Unito   | 53:13              | 2:19               | 5:13:46            | 2:32               | 3:24:22            |
| 9    | 9:37:54 | Belinda Granger     | Australia     | 58:07              | 2:20               | 5:10:18            | 2:53               | 3:24:19            |
| 10   | 9:39:47 | Erika Csomor        | Ungheria      | 1:03:18            | 2:31               | 5:29:10            | 3:25               | 3:01:25            |

## Gare di qualifica
Per partecipare all'Ironman Hawaii del 2007, gli atleti hanno dovuto conquistare una delle qualifiche messe in palio nelle competizioni mondiali di Ironman e in alcune gare Ironman 70.3, opportunamente selezionate. Un certo numero di slot è stato messo a disposizione dei residenti alle Hawaii o attraverso una lotteria. Inoltre, la World Triathlon Corporation ha invitato direttamente alcuni triatleti.
La serie di gare Ironman nel 2007 ha incluso 19 competizioni, oltre alla gara dei Campionati del mondo dell'anno precedente (2006). Quest’ultima ha messo a disposizione un certo numero di slot per i Campionati del mondo dell'anno 2007.
La serie è iniziata con l'Ironman Wisconsin, che si è tenuto il 10 settembre 2006.

## Ironman - Risultati della serie

### Uomini
| Evento            | Oro                     | Tempo   | Argento               | Tempo   | Bronzo                    | Tempo   |
| Wisconsin         | Markus Forster          | 9:07:24 | Chris Mcdonald        | 9:12:35 | Martin Lamontagne-Lacasse | 9:29:35 |
| Hawaii 2006       | Normann Stadler         | 8:11:56 | Chris McCormack       | 8:13:07 | Faris Al-Sultan           | 8:19:04 |
| Florida           | Jan Raphael             | 8:22:44 | Eduardo Sturla        | 8:23:49 | James Vance               | 8:37:09 |
| Western Australia | Jason Shortis           | 8:03:56 | Mitchell Anderson     | 8:18:01 | Jimmy Johnsen             | 8:34:32 |
| Malaysia          | Xavier Le Floch         | 8:43:52 | Andrew Johns          | 8:51:19 | Mitch Dean                | 8:51:43 |
| New Zealand       | Cameron Brown           | 8:26:33 | Luke Bell             | 8:27:40 | Torbjørn Sindballe        | 8:34:46 |
| South Africa      | Gerrit Schellens        | 8:33:04 | Raynard Tissink       | 8:36:06 | Stefan Riesen             | 8:41:38 |
| Australia         | Patrick Vernay          | 8:21:49 | Jason Shortis         | 8:25:34 | Craig Alexander           | 8:38:49 |
| Arizona           | Rutger Beke             | 8:21:14 | Timothy Deboom        | 8:26:04 | Michael Lovato            | 8:37:29 |
| Lanzarote         | Eneko Llanos            | 8:49:38 | Luc Van Lierde        | 8:59:13 | Stephan Vuckovic          | 9:04:11 |
| Brazil            | Oscar Galindez          | 8:21:09 | Reinaldo Colucci      | 8:29:09 | Eduardo Sturla            | 8:29:26 |
| Japan             | Park Byung Hoon         | 8:46:32 | Hayato Kawahara       | 8:51:09 | Hiroyuki Nishiuchi        | 8:56:04 |
| Switzerland       | Ronnie Schildknecht     | 8:25.00 | Mathias Hecht         | 8:32.48 | Jozsef Major              | 8:40.03 |
| France            | Marcel Zamora Perez     | 8:38:45 | Gilles Reboul         | 8:44:01 | Patrick Bringer           | 8:46:09 |
| Coeur d'Alene     | Viktor Zyemtsev         | 8:33:32 | Tom Evans             | 8:34:34 | Michael Lovato            | 8:40:39 |
| Germany           | Timo Bracht             | 8:09.15 | Michael Göhner        | 8:11.50 | Frank Vytrisal            | 8:13.34 |
| Austria           | Marino Vanhoenacker     | 8:06:39 | Norbert Langbrandtner | 8:19:58 | Max Longree               | 8:20:13 |
| Lake Placid       | Alex Mroszczyk-Mcdonald | 9:16:02 | Pierre Lavoie         | 9:21:43 | Craig Howie               | 9:25:25 |
| UK                | Scott Neyedli           | 8:35:57 | Stephen Bayliss       | 8:38:09 | Jimmy Johnsen             | 8:40:51 |
| Canada            | Kieran Doe              | 8:32:45 | Jonathan Caron        | 8:39:59 | Chris Brown               | 8:49:34 |
| Louisville        | Chris Mcdonald          | 8:38:39 | Craig Mckenzie        | 8:44:14 | Tj Tollakson              | 8:46:53 |

### Donne
| Evento            | Oro                  | Tempo    | Argento              | Tempo    | Bronzo                | Tempo    |
| Wisconsin         | Katja Schumacher     | 10:01:22 | Hillary Biscay       | 10:07:01 | Lauren Jensen         | 10:26:36 |
| Hawaii 2006       | Michellie Jones      | 9:08:45  | Desiree Ficker       | 9:14:04  | Lisa Bentley          | 9:19:13  |
| Florida           | Bella Comerford      | 9:28:28  | Carole Sharpless     | 9:40:22  | Hillary Biscay        | 9:40:39  |
| Western Australia | Lisbeth Kristensen   | 9:10:01  | Sara Gross           | 9:15:34  | Charlotte Paul        | 9:17:46  |
| Malaysia          | Nicole Leder         | 9:42:33  | Alison Fitch         | 9:50:59  | Yoko Hori             | 10:00:43 |
| New Zealand       | Joanna Lawn          | 9:20:01  | Heather Gollnick     | 9:28:15  | Kim Loeffler          | 9:33:43  |
| South Africa      | Natascha Badmann     | 9:22:00  | Edith Niederfriniger | 9:47:01  | Bella Comerford       | 9:48:40  |
| Australia         | Rebekah Keat         | 9:12:59  | Belinda Granger      | 9:20:25  | Melissa Ashton        | 9:23:22  |
| Arizona           | Heather Gollnick     | 9:36:40  | Joanna Zeiger        | 9:37:29  | Katja Schumacher      | 9:44:14  |
| Lanzarote         | Tiina Boman          | 9:58:41  | Tara Norton          | 10:12:06 | Sione Jongstra        | 10:14:02 |
| Brazil            | Nina Kraft           | 9:12:40  | Dede Griesbauer      | 9:18:17  | Bella Comerford       | 9:20:09  |
| Japan             | Han Seojoo           | 9:04:03  | Naomi Imaizumi       | 9:44:11  | Kate Major            | 9:48:35  |
| Switzerland       | Rebecca Preston      | 9:20.43  | Sibylle Matter       | 9:26.06  | Alison Fitch          | 9:31.47  |
| France            | Alexandra Louison    | 9:49:11  | Kathrin Paetzold     | 9:53:05  | Tine Tretner          | 9:57:25  |
| Coeur d'Alene     | Kim Young            | 10:27:55 | Haley Cooper         | 10:42:57 | Solette Kummer        | 10:43:08 |
| Germany           | Nicole Leder         | 9:04.11  | Andrea Brede         | 9:04.16  | Nina Eggert           | 9:12.18  |
| Austria           | Edith Niederfriniger | 9:08:47  | Veronika Hauke       | 9:09:33  | Rebecca Preston       | 9:15:55  |
| Lake Placid       | Belinda Granger      | 9:40:20  | Tyler Stewart        | 9:47:38  | Erika Csomor          | 9:53:44  |
| UK                | Bella Comerford      | 9:36:13  | Hillary Biscay       | 9:49:50  | Nicole Klingler       | 9:52:41  |
| Canada            | Lisa Bentley         | 9:41:01  | Sara Gross           | 9:43:34  | Heather Fuhr          | 9:49:36  |
| Louisville        | Heather Gollnick     | 9:23:22  | Nina Kraft           | 9:51:53  | Mariska Kramer-Postma | 10:24:14 |

## Calendario competizioni
| Progr. | Data              | Evento                        | Sede                                 | Nazione       |
| ------ | ----------------- | ----------------------------- | ------------------------------------ | ------------- |
| 1      | 10 settembre 2006 | Ironman Wisconsin             | Madison, Wisconsin                   | Stati Uniti   |
| 2      | 13 ottobre 2006   | Ironman Hawaii                | Kailua-Kona, Hawaii                  | Stati Uniti   |
| 3      | 4 novembre 2006   | Ironman Florida               | Panama City Beach, Florida           | Stati Uniti   |
| 4      | 3 dicembre 2006   | Ironman Australia Occidentale | Busselton, Australia Occidentale     | Australia     |
| 5      | 24 febbraio 2007  | Ironman Malaysia              | Langkawi                             | Malaysia      |
| 6      | 3 marzo 2007      | Ironman New Zealand           | Taupo                                | Nuova Zelanda |
| 8      | 18 marzo 2007     | Ironman South Africa          | Port Elizabeth                       | Sudafrica     |
| 7      | 1 aprile 2007     | Ironman Australia             | Port Macquarie, Nuovo Galles del Sud | Australia     |
| 9      | 15 aprile 2007    | Ironman Arizona               | Tempe, Arizona                       | Stati Uniti   |
| 10     | 19 maggio 2007    | Ironman Lanzarote             | Puerto del Carmen, Lanzarote         | Spagna        |
| 11     | 27 maggio 2007    | Ironman Brazil                | Florianópolis                        | Brasile       |
| 12     | 16 giugno 2007    | Ironman Japan                 | Lago Tōya                            | Giappone      |
| 13     | 22 giugno 2007    | Ironman Switzerland           | Zurigo                               | Svizzera      |
| 14     | 24 giugno 2007    | Ironman France                | Nizza                                | Francia       |
| 15     | 24 giugno 2007    | Ironman Coeur d'Alene         | Coeur d'Alene, Idaho                 | Stati Uniti   |
| 16     | 30 giugno 2007    | Ironman Germany               | Francoforte                          | Germania      |
| 17     | 8 luglio 2007     | Ironman Austria               | Klagenfurt                           | Austria       |
| 18     | 21 luglio 2007    | Ironman Lake Placid           | Lake Placid, New York                | Stati Uniti   |
| 19     | 18 agosto 2007    | Ironman UK                    | Bolton, Greater Manchester           | Regno Unito   |
| 20     | 26 agosto 2007    | Ironman Canada                | Penticton, Columbia Britannica       | Canada        |
| 21     | 26 agosto 2007    | Ironman Louisville            | Louisville, Kentucky                 | Stati Uniti   |